# Étalon-argent
Un étalon-argent est un système monétaire reposant uniquement sur un poids d'argent métal fixe, dans le cadre d'un monométallisme qui exclut toute autre référence. 
Tout au long de l'histoire monétaire et commerciale, depuis l'âge du bronze, cet étalon entre en concurrence avec d'autres, comme l'étalon-or, en fonction des masses de métal plus ou moins abondantes. Un système alliant plusieurs étalons fut également en pratique, à travers un bimétallisme.
Les premières monnaies dites « de commodité », impliquant l'argent métal, apparaissent avec la troisième dynastie d'Ur, dans le cadre de la civilisation sumérienne : à cette époque, ce métal devient un bien intermédiaire de référence usuel et commun, et ce, de façon logique, car l'or reste rare dans cette région. Le rapport entre les deux métaux est alors de 1:60 en moyenne, autrement dit, il fallait en moyenne 60 parts d'argent pour obtenir une part d'or. L'unité de mesure est le sicle (en akkadien, šiqlu, ou shekel). Le métal doit être suffisamment pur — une part comprenant en moyenne 90 % d'argent pur — pour servir aux échanges, et il ne circule qu'au sein d'une élite (marchands, propriétaires, seigneurs de la guerre, dignitaires, etc.) et les prix des biens (terres, céréales, esclaves, etc.) sont fixés en rapport au sicle, lequel devient véritablement un étalon.
Bien avant l'apparition de la pièce de monnaie, au VIIe siècle av. J.-C., l'argent métal purifié est coulé sous la forme de lingot. Durant le Ve siècle av. J.-C., le tétradrachme devient la première monnaie en argent à circuler en dehors de la Grèce antique, elle est reconnue comme stable et de confiance.
La Chine impériale impose dès le IIe siècle av. J.-C., non pas un système reposant sur l'argent mais sur le cuivre : les monnaies chinoises sont à partir de cette époque produites dans leur très grande majorité à partir de ce métal.
Sous l'Empire romain, la monnaie la plus courante, celle qui circule le plus, est le sesterce en orichalque. Il en faut 4 pour obtenir un denarius d'argent, pièce qui pèse en moyenne 4 grammes. Rome fonctionne alors dans une forme de bimétallisme bronze/argent, l'or circulant peu parmi le peuple. Les émissions de deniers romains vont inonder le monde méditerranéen au cours des IIe et Ier siècles av. J.-C., pour atteindre selon Depeyrot une masse estimée à 1 200 tonnes d'argent métal, soit un stock monétaire qui pourrait correspondre à quelque 300 millions de deniers. Un palier dans cette expansion semble être atteint après l'an - 75, lorsque les auteurs latins évoquent une certaine pénurie monétaire, du fait de l'épuisement probable des mines d'argent situées dans la Péninsule Ibérique. Le rapport entre l'or et l'argent, sous le règne d'Auguste, est de 1:12, c'est-à-dire qu'il faut 25 deniers d'argent pour obtenir un aureus d'or.
En Europe, la grande réforme imposée par Pépin le Bref en 755, définit un système monétaire reposant sur la livre carolingienne (pondus caroli) de 489,5 g, dans laquelle on va tailler 240 pièces d'argent, des deniers, chacun pesant en moyenne 2 g. Ce « denier franc » est à l'origine du penny (pfennig) anglais, et donc de la livre sterling, laquelle sera, deux siècles plus tard, uniquement définie par son poids d'argent. Au XVe siècle, commence d'être frappée une très grosse pièce en argent, le thaler, pesant une once, du fait de la découverte d'importantes mines en Bohême. Au tout début du XVIe siècle, les Espagnols exploitent dans le Nouveau Monde d'importantes mines d'argent et d'or, qui inondent les marchés européens en métaux précieux. De 1537 à 1892, l'Empire espagnol fait frapper officiellement 3 292 217 390 pièces de 8 réaux pesant 27,07 g d'argent principalement extrait de mines situées aux Amériques centrale et du Sud. Le rapport entre argent et or subit d'importants soubresauts. Au XVIIIe siècle, il se stabilise autour de 1:15½. La création du franc français en 1795 fait d'abord référence à une pièce en argent contenant 4,5 g d'argent pur. Mais le franc germinal institué en 1803, définit un système monétaire reposant sur un bimétallisme or/argent, qui restera fonctionnel jusqu'en 1914. En divisant le poids d'une pièce en or de 20 francs, soit 6,451 61 g, par 100 g d'argent (ou 4 pièces de 5 francs), on obtient exactement le rapport 1:15½ précité.
La crise de 1873 provoque au niveau mondial un abandon progressif de cet étalon au profit de l'or. Les masses d'or découvertes aux États-Unis, en Australie, puis en Afrique du Sud, contribuent à cet abandon.
Première puissance mondiale, les États-Unis, par le Coinage Act of 1965, suspendent la frappe de pièces de monnaie courantes en argent ; le Silver Certificate cesse d'être échangeable contre de l'argent métal en 1968.
Le dernier pays au monde ayant conservé l'étalon-argent, et ce jusqu'en 1935, est la république de Chine. 